# Каргалей
Каргалей — село в Вадинском районе Пензенской области России. Административный центр Каргалейского сельсовета.

## География
Село находится в северо-западной части Пензенской области, в пределах восточной окраины Окско-Донской низменности, в лесостепной зоне, на правом берегу реки Карги (приток Вада), на расстоянии примерно 10 километров (по прямой) к востоку от села Вадинска, административного центра района. Абсолютная высота — 209 метров над уровнем моря.
Климат
Климат характеризуется как умеренно континентальный. Средняя температура воздуха самого холодного месяца (января) составляет −11,5 °C (абсолютный минимум — −44 °С); самого тёплого месяца (июля) — 19,5 °C (абсолютный максимум — 38 °С). Продолжительность безморозного периода составляет 133 дня. Годовое количество атмосферных осадков — 467 мм. Снежный покров держится в среднем 141 день.

## История
Основано в середине XVII века казаками и служилыми людьми Верхнеломовской засечной черты. В 1698 году упоминается как деревня белопоместных (владевших землями без платежа податей) татар сержанта Араслана Палкаева сына Акжигитова. После ухода казаков и рейтар Араслана Палкаева-Акжигитова, деревню заселили русские однодворцы.
В 1746 году в сельце Каргалеи числилось 103 ревизские души однодворцев Верхнеломовского уезда и 30 крепостных крестьян мелких уездных дворян. В 1821 году в селе построена каменная церковь с престолом, освящённым во имя Воскресения Христова. В XIX веке село входило в состав Ягановской волости Керенского уезда. Действовало земское училище.
По состоянию на 1911 год в Каргалее имелись: четыре крестьянских общества, 138 дворов, церковь, церковно-приходская школа, кредитное товарищество, три ветряные мельницы, кузница, кирпичный сарай, четыре лавки и имение Калантаева. Население села того периода составляло 826 человек. По состоянию на 1955 год в селе располагалась центральная усадьба колхоза имени Маленкова (с 1957 года — имени ХХ партсъезда).

## Население
| 1746 | 1864 | 1897 | 1911 | 1926 | 1930  | 1939 |
| ---- | ---- | ---- | ---- | ---- | ----- | ---- |
| 266  | ↗599 | ↗701 | ↗826 | ↘791 | ↗1067 | ↘544 |
| 1959 | 1979 | 1989 | 1996 | 2002 | 2010  |      |
| ↘464 | ↘351 | ↗436 | ↗473 | ↘421 | ↘396  |      |

Половой состав
По данным Всероссийской переписи населения 2010 года в гендерной структуре населения мужчины составляли 46 %, женщины — соответственно 54 %.
Национальный состав
Согласно результатам переписи 2002 года, в национальной структуре населения русские составляли 96 % из 421 чел.

## Инфраструктура
Действуют средняя школа (филиал СОШ с. Вадинск), фельдшерско-акушерский пункт, дом культуры и библиотека.

## Улицы
Уличная сеть села состоит из трёх улиц.